# Firass Dirani
Firass Dirani (wym. „feres”; ur. 29 kwietnia 1984 r. w Sydney) – australijski aktor telewizyjny, teatralny i filmowy libańskiego pochodzenia. Występował m.in. w roli Nicka Russella/Czerwonego Mistycznego Rangera w serialu Power Rangers Mistyczna Moc. Przez pewien czas spotykał się z Melanie Vallejo.

## Filmografia

### Filmy
- 2000: Pitch Black jako Ali
- 2000: Lost jako John Savvides
- 2001: Mój mąż, mój zabójca (My Husband, My Killer) jako Butch Kalajzich
- 2003: MI7 jako agent specjalny
- 2003: Change jako Joe Change
- 2006: W cywilu (The Marine) jako przywódca rebeliantów
- 2006: Milczenie (The Silence) jako Anthony
- 2007: Czarny Babilon (The Black Balloon) jako Russell
- 2008: Crooked Business jako 'Stand-Up' Stevie
- 2009: Połączenie (The Combination) jako Charlie
- 2011: Elita zabójców (Killer Elite) jako Bakhait
- 2011: Ostatni taniec jako islamski ekstremista

### Seriale
- 1997: Szpital dziecięcy (Children's Hospital) jako Marc
- 1998: Zatoka serc (Home & Away) jako Billy
- 2000: Fabryka ziemniaków (The Potato Factory) jako David Salomon
- 2002: Biały kołnierzyk błękitu (White Collar Blue) jako Nick Zenopoulos
- 2003: Cena życia (All Saints) jako Joe Malouf
- 2005: Małe sądy: Białe wesele (Small Claims: White Wedding) jako Benny
- 2006: Power Rangers Mistyczna Moc (Power Rangers: Mystic Force) jako Nick „Bowen” Russell/Red Mystic Ranger
- 2007: East West 101 jako Telal
- 2010: Porachunki (Underbelly) jako John Ibrahim
- 2012: The Straits jako Gary Montebello
- 2012–: Dom mężów (House Husbands) jako Justin